# Tlstý potok

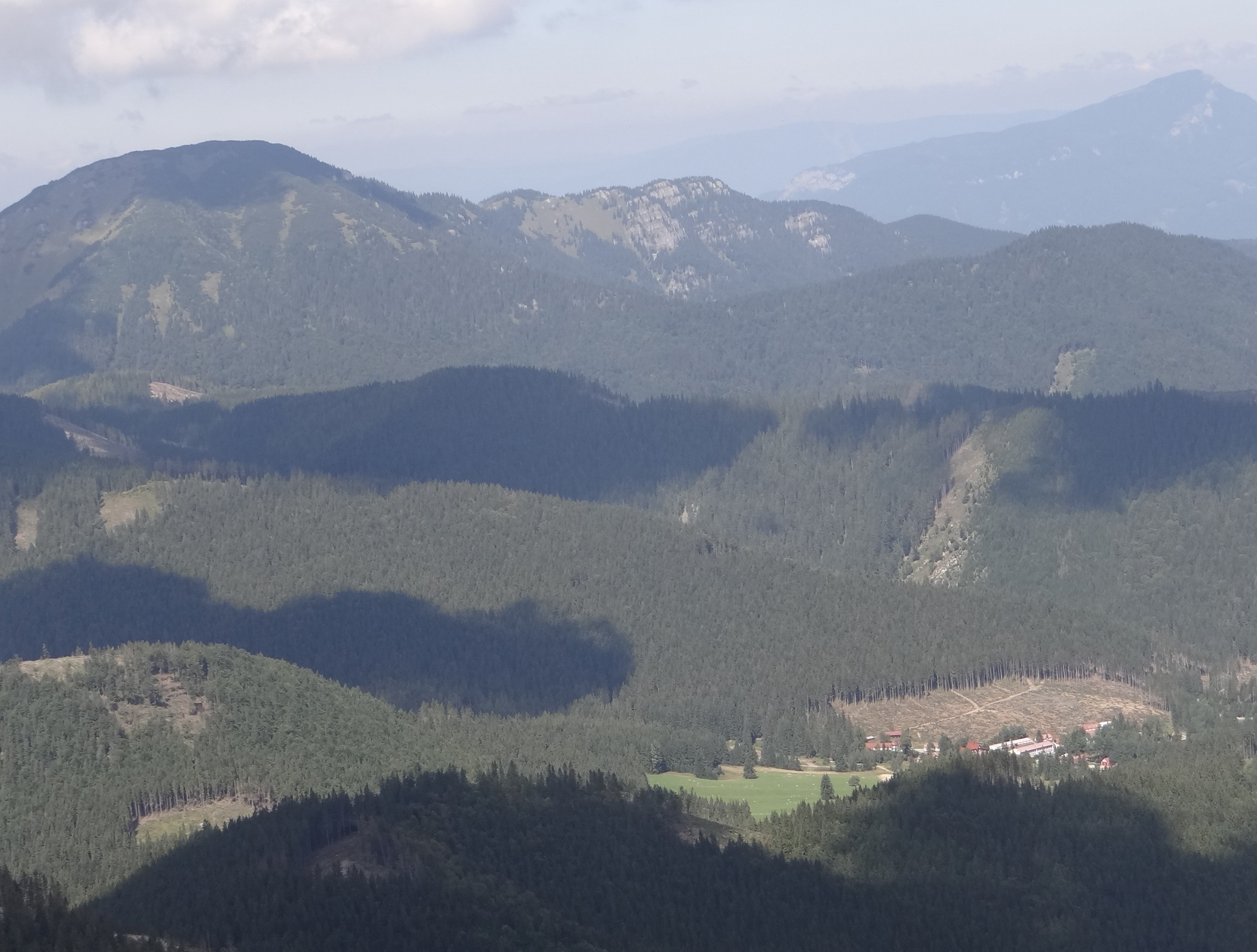
Salatíny, Železné i doliny potoków Veľké Železné i Tlsty potok

Tlstý potok – potok, lewy dopływ potoku Veľké Železné na Słowacji. Cała jego zlewnia znajduje się w górnej części Doliny Lupczańskiej (Ľupčianska dolina) w Niżnych Tatrach.
Potok wypływa dwoma ciekami na wschodnich zboczach szczytów  Tlstá i Klin. Od wysokości około 1150 m płynie już jednym, krętym korytem w kierunku południowo-wschodnim. Na wysokości około 980 m, nieco poniżej osady Železné uchodzi do potoku Veľké Železné.   
Cała zlewnia potoku znajduje się w granicach Parku Narodowego Niżne Tatry i obejmuje to porośnięte lasem góry.